# Shaved Fish
Shaved Fish is een verzamelalbum van de Engelse zanger, muzikant en ex-Beatle John Lennon en zijn formatie de Plastic Ono Band, dat werd uitgebracht in oktober 1975 op het Beatles-label Apple Records. Het bevat alle singles die hij sinds 1969 tijdens zijn verblijf in de Verenigde Staten had uitgegeven als soloartiest, met uitzondering van het nummer Stand by Me, dat eerder dat jaar was uitgebracht. Het betreft de enige compilatie van Lennons niet-Beatles-opnamen die tijdens zijn leven werden uitgebracht. Het was ook Lennons laatste album uitgebracht op Apple Records.
Vijf van de nummers waren niet eerder uitgebracht op een album: Cold Turkey, Instant Karma! (We All Shine On), Power to the People, de kerstsingle Happy Xmas (War Is Over) en Give Peace a Chance.
Het nummer Imagine dat nog niet eerder uitgebracht was als single in het Verenigd Koninkrijk, werd er alsnog gelijktijdig uitgegeven met de release van dit album. 
De uitgave van het album vond plaats minder dan drie weken na de oplossing van Lennons langlopende immigratieconflict met de autoriteiten van de Verenigde Staten en de geboorte van zijn zoon Sean Lennon. De naam van het album komt van het Japanse visgerecht Katsuobushi.
Het album werd in 1981 in het Verenigd Koninkrijk opnieuw uitgebracht.

## Tracks
A-kant
1. "Give Peace a Chance" (korte versie) –0:57
2. "Cold Turkey" –5:01
3. "Instant Karma! (We All Shine On)" -3:21
4. "Power to the People" -3:21
5. "Mother" -5:03
6. "Woman Is the Nigger of the World" -4:37

B-kant
1. "Imagine" –3:02
2. "Whatever Gets You thru the Night" –3:03
3. "Mind Games" –4:12
4. "Number 9 Dream" –4:47
5. "Happy Xmas (War Is Over) + Give Peace a Chance (Reprise)" –4:15